# Чурманское
Чурманское — село в Байкаловском районе Свердловской области. Входит в состав Краснополянского сельского поселения. Управляется Чурманским сельским советом.

## География
Населённый пункт расположен на левом берегу реки Чурманка в 13 километрах на северо-запад от районного центра — села Байкалово.

### Часовой пояс
Чурманское, как и вся Свердловская область, находится в часовой зоне МСК+2. Смещение применяемого времени относительно UTC составляет +5:00.

## Население
| 2002 | 2010 | 2021 |
| ---- | ---- | ---- |
| 538  | ↘374 | ↘315 |

- 2002 год — 537 человек.

Структура
По данным переписи 2002 года национальный состав следующий: русские — 98 %. По данным переписи 2010 года в селе было: мужчин — 179, женщин — 195.

## Инфраструктура
Село разделено на девять улиц (Заречная, Новая, Первомайская, Победы, Солдатская, Техническая, Шефская, Школьная, Я.Мамарина) и три переулка (Новый, Советский, Солдатский), есть школа (МОУ Чурманская средняя общеобразовательная школа) и детский сад.